# 나카촌 (가나가와현 아시가라카미군)
나카촌(일본어: 中村)은 일본 가나가와현에 존재했던 촌으로 가나가와 서부 아시가라카미군에 속했던 촌이다.

## 역사
- 1889년 4월 1일 - 정촌제 시행에 의해 아시가라카미군 나카촌이 성립하였다.
- 1908년 4월 1일 - 이노구치촌과 합병해 나카이촌이 성립하여, 동일 나카촌은 폐지되었다.

## 참고 문헌
- 角川日本地名大辞典編纂委員会,『角川日本地名大辞典 神奈川県』1984, 角川書店